# Корьюс, Тапио
Та́пио Ко́рьюс (фин.  Tapio Korjus; род. 10 февраля 1961 года) — финский легкоатлет, специалист в метании копья, олимпийский чемпион.
Тапио Корьюс родился 10 февраля 1961 года в Вехкалахти (ныне часть города Хамина).
В 80-е годы он был одним из самых известных копьеметателей страны, однако на международной арене успехов не добивался вплоть до Олимпийских игр 1988 года в Сеуле. На олимпийских соревнованиях Корьюс почти весь турнир занимал вторую позицию, однако в последней попытке ему удался блестящий бросок на 84 м 28 см, что принесло ему олимпийское золото. Второе место занял юный Ян Железный, который затем надолго стал мировым лидером в метании копья, третье соотечественник Корьюса — Сеппо Рятю.
Сеульский успех так и остался единственным в карьере спортсмена. Вскоре он завершил выступления и сосредоточился на тренерской работе. Он успешно тренировал многих знаменитых финских копьеметателей, в том числе и Микаэлу Ингберг.